# Pavlíčkův dub
Pavlíčkův dub je památný strom dub letní (Quercus robur) v Radvanově, části obce Josefov v okrese Sokolov v Karlovarském kraji. Nachází se při jižním okraji Radvanova na hraně svahu veřejně přístupného obecního pozemku. Roste v Krušných horách v nadmořské výšce 500 m. Jako památný strom byl solitérní strom navržen občany Radvanova. Hlavním iniciátorem byl již zesnulý pan Jaromír Pavlíček a na jeho počest byl strom pojmenován.
Obvod kmene měří 318 cm, koruna sahá do výšky 22 m (měření 2024).
Strom je chráněn od roku 2024 pro estetickou i krajinotvornou hodnotou.

## Stromy v okolí
- Radvanovský klen
- Radvanovská lípa
- Hřebenské lípy
- Klen u Krajkové
- Obecní lípa v Krajkové
- Kaštan v Markvarci